# Gamskogel (Goldberggruppe)
Der Gamskogel (auch Gamskopf) ist ein 2436 m ü. A. hoher Berg in der Goldberggruppe der Zentralalpen im österreichischen Bundesland Salzburg.

## Lage und Umgebung
Der Gipfel des Gamskogels erhebt sich an der Grenze zwischen den Gemeinden Bad Hofgastein im Osten und Rauris im Westen. Zu den Bergen in der Umgebung zählen der 2403 m ü. A. hohe Hundskopf im Nordosten und der 2285 m ü. A. hohe Schusterkopf im Süden. Almen am Gamskogel sind die zur Ortschaft Weinetsberg gehörende Brandner-Hochalm an den östlichen Hängen sowie die zur Ortschaft Vorstandrevier gehörenden Arltalm und Krotmoosalm an den westlichen Hängen. Ein rechter Zubringer des Vorsterbachs, der in die Rauriser Ache mündet, hat seinen Ursprung am Berg.

## Geologie
In geologischer Hinsicht ist der Bereich südlich des Gipfels von Marmor, Phyllit und Glimmerschiefer, der Bereich nördlich des Gipfels von Prasinit und Amphibolit jeweils des Tauernfensters (Penninikum) geprägt.

## Fauna und Flora
Die Gamswild-Ruhezone Gamskogel an den östlichen Hängen darf von 1. Dezember bis 31. Mai nicht betreten werden. Am Berg wurde die Käferart Goldglänzender Laufkäfer (Carabus auronitens) gefunden.
Sowohl an den östlichen als auch an den westlichen Hängen gibt es jeweils mit einigem Abstand zum Gipfel Bestände der Rostblättrigen Alpenrose (Rhododendron ferrugineum). Im Quellbereich des Vorsterbach-Zubringers wächst Grünerlen-Buschwald.